# Drużynowe mistrzostwa Europy w chodzie sportowym
Drużynowe mistrzostwa Europy w chodzie sportowym – zawody lekkoatletyczne rozgrywane w interwale dwuletnim począwszy od 2021 roku. Impreza zastąpiła w kalendarzu lekkoatletycznym Puchar Europy w chodzie sportowym. Pierwsze trzy edycje zawodów zostaną rozegrane w czeskich Podiebradach.

## Edycje
| Lp | Rok  | Gospodarz  |
| -- | ---- | ---------- |
| 1. | 2021 | Podiebrady |
| 2. | 2023 | Podiebrady |
| 3. | 2025 | Podiebrady |